# Jan Prot
Jan Prot, pierwotnie Jan Berlinerblau, ps. „Prot” (ur. 29 września 1891 w Warszawie, zm. 19 lipca 1957 w Londynie) – polski inżynier chemii fizycznej, major dyplomowany piechoty Wojska Polskiego i Polskich Sił Zbrojnych, kawaler Orderu Virtuti Militari, od 1927 do 1939 naczelny dyrektor Państwowej Wytwórni Prochu w Pionkach, wykładowca.

## Życiorys
Urodził się 29 września 1891 w Warszawie w rodzinie żydowskiej Nikodema (Natana) Berlinerblaua (zm. 1933) i Jadwigi z domu Chwat (zm. 1936), która była daleką krewną Aleksandra Wata. Miał siostrę Halinę (1910–2000), późniejszą żonę historyka, bibliofila i antykwariusza Hieronima Wildera, i brata Kazimierza. Był bratankiem chemika, Józefa Berlinerblaua i kuzynem Anieli Steinsbergowej (1896–1988). Uczył się w warszawskim IV Rządowym Gimnazjum Męskim (w 1905 relegowany za uczestnictwo w strajku szkolnym), następnie w Gimnazjum im. Jana Kreczmara, które ukończył w 1909. W 1912 jako eksternista zdał z odznaczeniem egzamin dojrzałości w C.K. Szkole Realnej we Lwowie (analogicznie Stanisław Szafnicki, a także Tadeusz Kruszyński). Pracował w charakterze praktykanta w fabryce Ursus. Od 1910 do 1911 był jednorocznym ochotnikiem w 32 Kremenczuckim pułku piechoty Armii Imperium Rosyjskiego, w ramach której ukończył szkołę podoficerską karabinów maszynowych. Od 1911 przez rok studiował chemię na Wydziale Matematyczno-Przyrodniczym Uniwersytecie Franciszkańskim we Lwowie, kształcenie kontynuował przez 1,5 roku na Uniwersytecie Jagiellońskim w Krakowie, a w semestrze letnim 1914 na Uniwersytecie Technicznym w Monachium. Do 1914 działał w organizacjach konspiracyjnych i niepodległościowych: od 1908 w Organizacji Bojowej PPS, w Związku Walki Czynnej i w Związku Strzeleckim, w ramach którego w marcu 1914 ukończył kurs oficerski.
Po wybuchu I wojny światowej 1914 przybył do Krakowa i wstąpił do Legionów Polskich. Krótkotrwale służył jako adiutant Józefa Piłsudskiego, a od 8 sierpnia 1914 był dowódcą plutonu w 2 kompanii V batalionu grupy strzeleckiej Komendanta, wkrótce skierowany do VI batalionu. Został mianowany podporucznikiem 9 października 1914. Na przełomie 1914/1915 odbył kurs karabinów maszynowych w austriackim Bruck. W lutym i od końca marca 1915 był dowódcą oddziału karabinów maszynowych w 1 pułku piechoty w składzie I Brygady. Jednocześnie szkolił legionistów w zakresie obsługi karabinów maszynowych, szkolenia były prowadzone w Bełku i Osieku. Od 10 maja 1915 był dowódcą oddziału karabinów maszynowych 7 pułku piechoty w składzie III Brygady. Od końca 1916 działał w ramach Polskiej Organizacji Wojskowej. Pełnił funkcje: dowódcy szkoły podchorążych, zastępcy dowódcy szkoły oficerskiej, szefa wyszkolenia Komendy Naczelnej POW, ponadto wydawał pisma „Strzelec” i „Wiadomości Wojskowe”. Po tzw. kryzysie przysięgowym został internowany w Beniaminowie od sierpnia 1917 do 21 marca 1918.
U kresu wojny w listopadzie 1918 w Lublinie wstąpił do Wojska Polskiego. Tam został dowódcą Centralnej Szkoły Karabinów Maszynowych. Od lutego 1919 służył w sztabie Grupy Operacyjnej gen. E. Śmigłego-Rydza. Na początku 1920 był słuchaczem Szkoły Sztabu Generalnego, po czym został skierowany do sztabu 2 Dywizji Piechoty Legionów. Uczestniczył w wojnie polsko-bolszewickiej w stopniu kapitana sprawując funkcję szefa sztabu 14 Wielkopolskiej Dywizji Piechoty. Ukończył II Kurs Normalny w Wyższej Szkole Wojennej od 1920 do 1921. Po ukończeniu kursu otrzymał „pełne kwalifikacje do służby na stanowiskach Sztabu Generalnego”.
3 maja 1922 został zweryfikowany w stopniu majora ze starszeństwem z dniem 1 czerwca 1919 w korpusie oficerów piechoty. Został odkomenderowany do kontynuowania studiów przerwanych w 1914, które ukończył w 1922 na Politechnice Lwowskiej uzyskując tytuł inżyniera chemii fizycznej. Podczas działalności w Związku Strzeleckim oraz służby w Legionach Polskich posługiwał się pseudonimem „Prot”, który 30 czerwca 1921 przyjął za swoje nazwisko (zgodę wyraził Naczelny Wódz Józef Piłsudski). Po studiach był pracownikiem naukowym, funkcjonując w charakterze starszego asystenta prof. Ignacego Mościckiego, wraz z którym pracował przy ponownym uruchomieniu fabryki azotowej w Królewskiej Hucie w połowie 1922. W 1923 był oficerem zawodowym 4 pułku piechoty Legionów w Kielcach. Z dniem 31 stycznia 1924 został przeniesiony w stan nieczynny na jeden rok, a z dniem 31 stycznia 1925 został przeniesiony do rezerwy.
Od 1 lutego 1924 był zatrudniony w Fabryce Materiałów Wybuchowych „Lignoza” SA w Krywałdzie – na stanowisku inżyniera, a następnie zastępcy dyrektora spółki. W tym samym roku uzyskał tytuł naukowy doktora w dziedzinie chemii na Uniwersytecie Jana Kazimierza we Lwowie pod kierunkiem prof. Stanisława Tołłoczki.
Od 1 kwietnia 1927 sprawował stanowisko naczelnego dyrektora Państwowej Wytwórni Prochu i Materiałów Kruszących w Pionkach (później przemianowana na Państwową Wytwórnię Prochu; do 1932 miasto Pionki istniało pod nazwą Zagożdżon). Dyrektorem technicznym w PWP był Stanisław Dunin-Markiewicz. W czasie kierowania wytwórnią przez Jana Prota zakład został zmodernizowany i rozbudowany, po czym rozwinął się w jedną z największych tego typu fabryk w Europie, przyczynił się do powiększenia samego miasteczka. Powstały filie w Krajowcach i Sarzynie. W wyniku badań nad produkcją celulozy w 1937 Jan Prot otworzył filię PWP pod nazwą Fabryka Celulozy w Niedomicach koło Tarnowa. W Pionkach działał także społecznie, jako że kierowana przez niego wytwórnia wspierała życie kulturalne, klub sportowy Proch Pionki, budowę domów na spłaty, budowę tamtejszego kościoła św. Barbary (na cześć kierowników fabryki nazwano w nim dzwony „Jan”, „Stanisław” – S. Dunin–Markiewicz i „Zygmunt” – Zygmunt Rakowicz). Funkcję dyrektora Państwowej Wytwórni Prochu pełnił do końca II Rzeczypospolitej w 1939. Ponadto od 1927 do 1939 pełnił funkcję prezesa oddziału Związku Legionistów Polskich. Był autorem przekładu książki pt. „Zasady chemii nieorganicznej” Wilhelma Ostwalda, wydanego w 1932. Został członkiem zarządu Związku Przemysłu Chemicznego. Przed wyborami parlamentarnymi do Sejmu RP w 1935 został mianowany komisarzem wyborczym w okręgu wyborczym nr 32.
Jan Prot wniósł znaczący wkład w rozwój polskiej technologii chemicznej i inżynierii procesowej. 11 listopada 1937 otrzymał Krzyż Oficerski Orderu Odrodzenia Polski „za zasługi na polu przemysłu wojennego”.
Po wybuchu II wojny światowej 1939 podczas kampanii wrześniowej ewakuował się z załogą PWP na wschód, skąd po agresji ZSRR na Polskę z 17 września 1939 przybył do Warszawy. Następnie przedostał się na Węgry, a następnie do Francji na przełomie 1939/1940. W Paryżu został współpracownikiem Laboratorium Chemii Nuklearnej w Collège de France, którym kierował Frédéric Joliot-Curie i prowadził tam badania dotyczące materiałów wybuchowych. Po przegranej kampanii francuskiej i porażce Francji, przeniósł się do Wielkiej Brytanii. Tam był oficerem Polskich Sił Zbrojnych oraz został zatrudniony jako zastępca kierownika działu / superintendent w fabryce amunicji w Grantham. Od 1943 Wojskowy Instytut w Londynie skierował go do brytyjskiej Głównej Kontroli Chemicznej (Chief Chemical Inspection) w Ministerstwie Zaopatrzenia i w tym charakterze funkcjonował w ramach kontroli jakości i odbioru prochów, wytwarzanych w Powfoot.
Po zakończeniu wojny pozostał na emigracji. Został pracownikiem naukowym na Uniwersytecie Edynburskim delegowanym tam przez Wojskowy Instytut Techniczny celem prowadzenia wykładów na kursach chemicznych organizowanych do demobilizacji w 1948 dla polskich wojskowych. W tym samym roku na tej uczelni uzyskał tytuł doktora (PhD) filozofii. Był współautorem przekładu na język polski podręcznika chemii fizycznej autorstwa A. Findlaya. Od stycznia 1949 był wykładowcą chemii fizycznej na Wydziale Chemii Polish University College w Londynie. Na tej uczelni został docentem w 1950. Był wykładowcą fizyki, chemii i matematyki od 1950 do 1956 w St Michael’s Catholic High School w Herts, od 1956 w College w Woolwich. Należał do sekcji chemicznej Stowarzyszenia Techników Polskich w Wielkiej Brytanii i działał w londyńskim Instytucie Józefa Piłsudskiego.
Zmarł 19 lipca 1957 w Londynie. Został pochowany na Cmentarzu Brompton w Londynie.
W młodości dokonał konwersji na katolicyzm i przyjął chrzest. Jego pierwszą żoną była Zofia z domu Deiches (1894–1994), z którą miał syna Jana Andrzeja (1924–1927), córkę Janinę po mężu Wald (1926–2011) i syna Tomasza (1930–2020), od 1987 do 1990 prorektor Wyższej Szkoły Inżynierskiej im. Kazimierza Pułaskiego w Radomiu. Drugą żoną została Halina z domu Freund (1902–2005), z którą udał się na emigrację. Janina przeżyła wojnę dzięki pomocy rodziny Franciszka, Marii, Zofii i Krystyny Kielanów, którzy otrzymali za to tytuł Sprawiedliwy wśród Narodów Świata.

## Ordery i odznaczenia
- Krzyż Srebrny Orderu Wojskowego Virtuti Militari nr 5235 (28 lutego 1922)[20]
- Krzyż Niepodległości (20 stycznia 1931)[21]
- Krzyż Oficerski Orderu Odrodzenia Polski (11 listopada 1937)[16]
- Krzyż Walecznych (dwukrotnie)
- Złoty Krzyż Zasługi (dwukrotnie: 10 listopada 1928[22], 10 listopada 1933[23])
- Medal Pamiątkowy za Wojnę 1918–1921
- Medal Dziesięciolecia Odzyskanej Niepodległości
- Znak oficerski „Parasol” (1914)
- Krzyż Polskiej Organizacji Wojskowej

## Upamiętnienie
W 2004, z inicjatywy jego syna, prof. dra hab. Tomasza Prota, w budynku Urzędu Miasta Pionki została ustanowiona tablica pamiątkowa honorująca dra inż. Jana Prota.